# Gilman City (Missouri)
Gilman City est une ville des comtés de Daviess et Harrison, dans le Missouri, aux États-Unis,. Située en limite des deux comtés, elle est fondée en 1897, lors de l'arrivée du chemin de fer dans la région et incorporée la même année.

## Démographie
Lors du recensement de 2010, la ville comptait une population de 383 habitants. Elle est estimée, en 2016, à 364 habitants.

## Source de la traduction
- (en) Cet article est partiellement ou en totalité issu de l’article de Wikipédia en anglais intitulé « Gilman City, Missouri » (voir la liste des auteurs).